# Обвинения Украины в геноциде в Донбассе

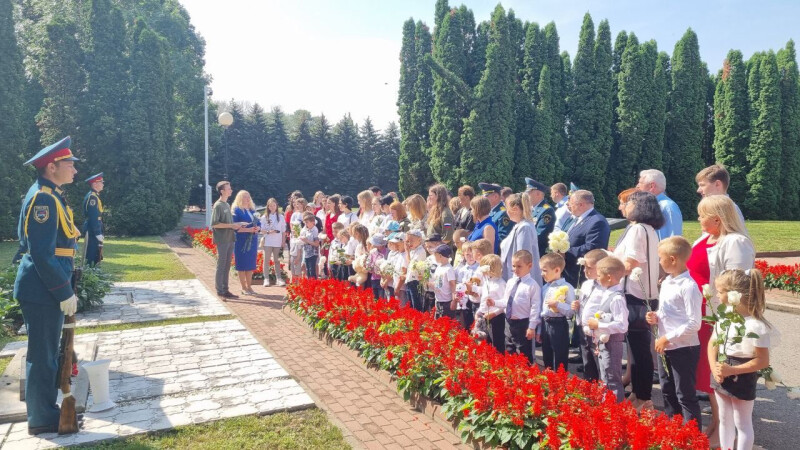
Мероприятия в Курске в «День Памяти детей, погибших на Донбассе». 27 июля 2023 года

С 2014 года российские власти неоднократно выдвигали не соответствующие действительности обвинения Украины в геноциде в Донбассе. Утверждения российских властей и пророссийских источников информации о том, что Украина якобы осуществляла геноцид в Донбассе, стали важным пропагандистским нарративом, который должен был оправдать вторжение России на Украину.
24 февраля 2022 года в своей речи, посвящённой началу вторжения на Украину, президент России Владимир Путин заявил: «Цель спецоперации — защита людей, которые на протяжении восьми лет подвергаются издевательствам, геноциду со стороны киевского режима». О «геноциде в Донбассе» также делали заявления глава МИД РФ Сергей Лавров, спикер Совета Федерации Валентина Матвиенко и другие российские чиновники и дипломаты.
Украина заявила, что Путин и другие российские высокопоставленные лица своими «абсурдными утверждениями о геноциде» на протяжении восьми лет готовили почву для вторжения. Спустя два дня после полномасштабного вторжения Украина обратилась в Международный суд ООН с иском против России. Украина обвинила РФ в нарушении Конвенции о предупреждении геноцида из-за искажения понятия геноцида и использовании ложных обвинений в адрес Украины для оправдания своего вторжения. Иск Украины поддержали 32 других государства. В ходе судебных заседаний по этому делу представители России настаивали, что слова Путина о «геноциде» были всего лишь «риторическим оборотом» и не опирались на нормы международного права.
Обязательным условием для признания событий «геноцидом» являются массовые убийства мирного населения. Ни одна правозащитная международная организация, отслеживающая ситуацию с правами человека в Донбассе с 2014 года, не подтверждала массовых намеренных убийств Украиной населения этого региона. Не находила никаких признаков геноцида и Миссия ОБСЕ в Донбассе. Сама Россия официально не обращалась в Управление ООН по предотвращению геноцида или какую-то иную международную инстанцию по вопросу геноцида и этнических чисток и не предъявляла конкретных доказательств в подтверждение своих обвинений в адрес Украины. Требуя отклонения иска Украины против России, российские адвокаты подчёркивали, что до момента подачи иска Украиной Россия не предпринимала никаких формальных мер в отношении Украины в связи с обвинениями её в геноциде, поэтому они настаивали, что между Украиной и Россией в этом вопросе не существовало юридического спора.

## Хронология обвинений Украины в геноциде в Донбассе
В сентябре 2014 года Следственный комитет России возбудил уголовное дело о «геноциде русскоязычного населения на юго-востоке Украины». СКР утверждал, что начиная с апреля 2014 года руководство Украины отдавало приказы, «направленные на полное уничтожение именно русскоязычных граждан». Позднее в России возбуждали и другие аналогичные дела, в том числе в сентябре 2017 года в отношении высокопоставленных украинских военных.
22 июля 2021 года Россия подала свой первый межгосударственный иск против Украины в Европейский суд по правам человека. Россия выдвинула против Украины 10 групп обвинений, в частности, вменяя Украине практику «убийств, похищений, принудительного переселения, вмешательства в избирательное право, ограничениях на использование русского языка и нападения на российские посольства и консульства», требовала обязать Украину возобновить подачу воды в аннексированный Крым, а также пыталась переложить на Украину ответственность за катастрофу авиалайнера MH17, заявляя, что Украина «не закрыла воздушное пространство». При этом  официальный представитель Следственного комитета России Светлана Петренко заявляла, что иск основывается на «копиях материалов уголовных дел по фактам геноцида русскоязычного населения Донбасса, нападений на российские загранучреждения, обстрелов Ростовской области, убийств и иных насильственных действий в отношении журналистов». Однако Россия, как отмечал проект Factcheck.ge, в этом иске не стала обвинять Украину в геноциде и этнических чистках. В июле 2023 года ЕСПЧ отклонил все требования России.
В феврале 2015 года российский президент Владимир Путин заявил, что отказ украинских властей поставлять газ в ДНР и ЛНР «попахивает геноцидом».
В ноябре 2021 года Путин подписал указ о «поддержке населения» ДНР и ЛНР. Тогда представитель России в контактной группе по урегулированию ситуации на востоке Украины Борис Грызлов заявил, что этот указ был «вынужденным ответом на действия Киева, которые направлены на эскалацию конфликта и фактически подпадают под конвенцию ООН „О предотвращении проявлений геноцида“».
В декабре 2021 года Путин заявил: «То, что сейчас происходит на Донбассе, ... это, конечно, очень напоминает геноцид».  На следующий день после этого заявления зампредседатель комитета Госдумы по международным делам Алексей Чепа заявил Russia Today о своем полном согласии со словами президента и добавил: «Идет откровенное уничтожение собственного народа».

## Иск Украины против России
Конвенция по геноциду была принята в 1948 году. Согласно IX статье этой конвенции, споры по вопросам толкования, применения или выполнения Конвенции по геноциду, включая споры относительно ответственности того или другого государства за совершение геноцида, передаются на рассмотрение Международного суда ООН.
27 февраля 2022 года Украина подала иск против России в Международный суд ООН. Украина просила Международный суд ООН установить такие факты: на Украине не было геноцида и он стал выдуманным поводом для вторжения России; Россия злоупотребляет конвенцией о предотвращении геноцида, воюя с Украиной ради того, чтобы якобы остановить «геноцид». Также в ходе суда Украина затронула вопрос о том, планировала ли сама Россия геноцид на Украине.
Представитель Украины в суде Антон Кориневич заявил, что «наступление России на Украину является прямым нарушением Конвенции о геноциде 1948 года» и пообещал привести доказательства, которые должны развеять российскую «гротескную ложь» о том, что Украина якобы совершала геноцид в своих восточных областях.
2 февраля 2024 года Международный суд ООН частично отверг утверждения России о том, что иск Украины не относится к юрисдикции суда и постановил рассмотреть иск по существу.

#### Позиция Украины
В марте 2022 года представитель Украины в суде Дэвид Сионтс заявил, что «Россия хочет, чтобы мир поверил, что Украина развязала геноцид против собственного народа в Донбассе». Однако он утверждал, что «даже базовое понимание фактов показывает, что это ложь». Сионтс заявил, что в ответ на «Революцию достоинства» Россия осуществила агрессию, вторгнувшись и оккупировав Крым. При этом Сионтс утверждал, что действия России в Крыму основывались на лжи: российские власти «безосновательно утверждали, что „русскоязычное население оказалось под угрозой“», а Россия сначала отрицала использование своих вооруженных сил в Крыму, а затем признала это. Сионтс утверждал, что после оккупации Крыма Россия пыталась осуществить такой же подход в Донбассе, однако там она не нашла широкой поддержки и была вынуждена прибегнуть к использованию «незаконных вооруженных формирований» для реализации своих планов. И после этого, по словам Синтса, комиссии ООН начали фиксировать в Донбассе рост насилия, беззакония и нарушений прав человека. В качестве примера он привел убийство украинского политика Владимира Рыбака и студента Юрия Поправко, тела которых со следами пыток обнаружили в районе Славянска в апреле 2014 года. Синтс утверждал, что силовики ДНР убили Рыбака за поднятие украинского флага. Синтс заявлял, что от конфликта в Донбассе, который «развязала и спонсировала Россия», страдали мирные граждане Украины по обе стороны фронта. Со временем, по словам Синтса, «резня, спровоцированная Россией на востоке Украины, усиливалась». В качестве примера он использовал обстрел Мариуполя в феврале 2015 года, говоря, что «заявление России о защите русскоязычного населения Украины не защитило [русскоязычный] Мариуполь от шквала российских ракет в 2015 году». Он также отмечал, что слова России о «защите русскоязычных» в марте 2022 года не защитили «Мариуполь от осады российской армии, которая обстреливает город, оставляя его без электричества, воды и тепла».

#### Позиция России
Представители России в ходе судебных заседаний заявляли, что слова российского президента Владимира Путина о геноциде в Донбассе были лишь «риторическим  приемом» и не ссылались на Конвенцию по геноциду. Представитель МИД РФ Геннадий Кузьмин утверждал: «ни одно из выступлений либо документов, которые выражают официальную позицию Российской Федерации, не содержало ссылок на Конвенцию о геноциде».
Российские представители также утверждали, что Конвенция по геноциду не содержит запрета на обвинения в геноциде. А в качестве обоснования вторжения на Украину, по словам российских представителей, Россия использовала «право на самооборону» и «право на самоопределение», закрепленные в Уставе ООН.